# Шадринский государственный педагогический университет
Шадринский государственный педагогический университет (ШГПУ) — высшее учебное заведение города Шадринска Курганской области, старейшее высшее учебное заведение Зауралья.

## Факультеты

### Факультет информатики, математики и естественных наук
Факультет информатики, математики и физики был создан в 2010 году путем слияния физико-математического факультета и факультета информатики. В феврале 2020 года к факультету присоединилась кафедра биологии и географии с методикой преподавания и факультет изменил свое название — факультет информатики, математики и естественных наук. Физико-математический факультет был одним из старейших факультетов института, его история началась в 1939 году, когда постановлением СНК РСФСР в г. Шадринске на базе школьного педагогического училища был открыт двухгодичный учительский институт. В 1945 году кафедра физики и математики разделилась на две выпускающие кафедры. Численный состав выпускающих кафедр колебался от 2-3 до 25 в зависимости от сроков обучения студентов, наборов и других обстоятельств. На факультете в 1980-е годы появляются первые ЭВМ (1987 г.); набирается группа, которая послужила прообразом будущей специальности «информатика» в 1989 году создается новая кафедра — кафедра информатики и вычислительной техники; с 1987 года начинается на факультете подготовка по второй специальности — учитель информатики. Осенью 1987 г. на физмате стали изучаться «Основы информатики и вычислительной техники». Число часов, отводимых на изучение информатики, резко возросло. 23 февраля 1989 г. Совет института принимает решение о создании кафедры информатики и вычислительной техники. Кафедра обеспечивает новую вторую специальность — учитель информатики. В 1995 году на базе кафедры открылись новые специальности «информатика и экономика», «информатика и английский язык», а также аспирантура по методике преподавания информатики.1990-е годы принесли много нового для физико-математического факультета — факультет, дав путевку в жизнь новым кафедрам и факультетам, вырос и сам. Теперь на физико-математическом факультете 4 кафедры: кафедра физики; кафедра информатики и вычислительной техники; кафедра геометрии и методики преподавания математики; кафедра алгебры и математического анализа. В 1999 году факультет разделился на два отдельных факультета: факультет информатики и физико-математический факультет. Факультеты росли, развивались, совершенствовались отдельно, при этом продолжая тесно сотрудничать. В 2010 году физико-математический факультет ШГПИ был реорганизован в факультет информатики, математики и физики, в 2013 году кафедры физики и ТОФ и математики и МОМ реорганизованы в кафедру физико-математического образования, в 2016 году кафедра физико-математического образования объединена с кафедрой информатики в кафедру физико-математического и информационно-технологического образования.
Кафедра биологии и географии с методикой преподавания берет начало от кафедры естествознания, которая как самостоятельная структура была создана в 1991 году . Кафедра естествознания в 2000 г. была переименована в кафедру биологии с методикой преподавания. В июне 2006 года из состава кафедры биологии с методикой преподавания выделилась кафедра географии и экологии с методикой преподавания . В феврале 2009 г. в результате слияние выше упомянутых двух кафедр сформировалась кафедра естественнонаучных дисциплин с методикой преподавания. В марте 2012 года кафедра естественнонаучных дисциплин с методикой преподавания переименована в кафедру биологии и географии с методикой преподавания.
В состав факультета входят 3 кафедры:
- Кафедра программирования и автоматизации бизнес-процессов
- Кафедра физико-математического и информационно-технологического образования
- Кафедра биологии и географии с методикой преподавания

### Факультет технологии и предпринимательства
Факультет, несмотря на небольшой срок своего существования, имеет сложившиеся традиции: факультетские праздники, проведение ежегодных научно-практических конференций по проблемам непрерывного технологического образования. На факультете достаточное внимание уделяется спортивным занятиям. На факультете работает Центр непрерывного технологического образования. Он интегрирует в себе многоуровневую технологическую подготовку в системе «лицей (ПУ) — колледж — вуз». На базе факультета технологии и предпринимательства работает профильный технологический класс, учащиеся которого целенаправленно готовятся для получения избранной специальности.
Занятия студентов проводятся в специально оборудованных аудиториях мастерских и лабораториях. Есть швейная мастерская, оборудованная современными машинами. Имеется компьютерный класс, оборудованный современной вычислительной техникой, где проводятся практические занятия по общетехническим дисциплинам и лабораторные практикумы.
В состав факультета входит 1 кафедра:
- Кафедра профессионально-технологического образования

### Факультет физической культуры
Подготовка специалистов по физической культуре была начата в 1991 году в рамках индустриально-педагогического факультета, в июне 1994 года состоялся первый выпуск студентов, а в октябре этого же года был открыт факультет физической культуры и спорта. 17 июня 2005 факультет был переименован в факультет физической культуры и социальной безопасности (ФКиСБ). С 1 сентября 2009 года факультет называется "Факультет физической культуры. Руководство факультета и института создает все условия для спортивного роста студентов: к услугам студентов факультета специализированные кабинеты ОБЖ и биологии, легкоатлетический манеж, зал спортивных игр, гимнастический, борцовский и тренажерный залы, лыжная база. Для занятий плаванием факультет арендует бассейн в спорткомплексе «Олимп», для занятий легкой атлетикой — стадион «Торпедо».
В состав факультета входят 2 кафедры:
- Кафедра теоретических основ физического воспитания и безопасности жизнедеятельности
- Кафедра спортивных дисциплин и физического воспитания

## Институты

### Гуманитарный институт
Гуманитарный институт приобрёл свой статус 1 сентября 2020 года. Образованный в 2016 году в результате слияния двух факультетов: «Факультета русской и западно-европейской филологии» (возник в декабре 2011 года) и «Факультета истории и права» (был открыт в сентябре 2001 года), гуманитарный факультет прекратил своё существование. На базе института ежегодно проводятся традиционные «Международные гуманитарные и педагогические чтения», научно-практические студенческие конференции, конкурсы лучших студенческих работ. Студенты принимают участие в работе научных кружков, проблемных групп, семинаров, круглых столов.
В состав факультета входят 4 кафедры:
- Кафедра истории и права
- Кафедра филологии и социально-гуманитарных дисциплин
- Кафедра теории и практики германских языков
- Кафедра педагогики

### Институт педагогики и психологии
Институт психологии и педагогики образован 1 сентября 2020 года в результате слияния «Педагогического факультета» и факультета «Коррекционной педагогики и психологии». На сегодняшний день институт осуществляет подготовку по следующим специальностям и направлениям педагогического и непедагогического образования: «Начальное образование»;«Дошкольное образование»;«Музыкальное образование»;«Социальная педагогика и психология»;«Социальная работа»;«Социально-культурный сервис и туризм», также коррекционно-педагогические направления подготовки связанные с возрастающим числом детей с отклонениями в развитии и необходимостью поиска направлений, методов, приемов и средств коррекционно-воспитательной работы, направленной на преодоление выявленных нарушений. Помимо этого, особый интерес для студентов представляет изучение отдельных отраслей психологии и особенностей протекания психологических процессов у детей и взрослых. В настоящее время коллектив ИПиПа является мощным научным и образовательным потенциалом всего вуза. Его сплоченность, слаженность в работе позволяют добиться высоких результатов.
В состав института входят 4 кафедры:
- Кафедра дошкольного и социального образования
- Кафедра теории и методики начального образования
- Кафедра коррекционной педагогики и специальной психологии
- Кафедра психологии развития и педагогической психологии

## Библиотека ШГПУ
Библиотека ШГПУ является информационной основой образовательной и научной деятельности института. Её фонд насчитывает более 430 тысяч документов, это одна из самых крупных библиотек Зауралья. В фонде широко представлены издания по социально-экономическим, историческим, языковедческим, литературоведческим, естественным наукам, искусству, педагогике, психологии, богатейшее собрание отечественной и мировой литературы. В библиотеке хранятся, более чем за 60 лет, фундаментальные научные журналы: Вопросы философии, Известия Российской Академии наук, Филологические науки и другие.
Гордостью библиотеки является коллекция редких книг XVII- начала XX вв. по различным отраслям знаний. Одним из старейших изданий является классическая монография «Универсальная арифметика» Леонарда Эйлера (известного швейцарского, немецкого и российского математика и механика), изданная в Санкт-Петербурге при Императорской Академии наук в 1787 году. Еще один книжный памятник — «Царственный летописец» 1772 года издания — русское летописное сочинение XVI века, содержащее в себе описание событий на Руси от Владимира Мономаха до Василия III Ивановича.
Имеется один из самых распространённых журналов Российской империи — литературно-политический журнал «Русская мысль», выходил с 1880 г. по 1918. В библиотеке ШГПУ есть годовые подшивки за 1888—1916 годы. На его страницах публиковались произведения А. П. Чехова, В. Г. Короленко, В. И. Немировича-Данченко, Максима Горького. Многолетним сотрудником «Русской мысли» был И. А. Бунин.
Фонд библиотеки ежегодно обновляется, приобретаются новые учебники по всем дисциплинам, энциклопедии и справочники, монографии, электронные документы. Библиотека выписывает более 200 наименований журналов и газет.
Общая площадь библиотеки — 1378 м²., в том числе для хранения фондов — 862 м², для обслуживания пользователей — 425 м². Ежегодно библиотека обслуживает более 7000 пользователей. Для студентов созданы благоприятные условия для получения качественного образования. К услугам посетителей библиотеки предоставлены два абонемента, три читальных зала на 234 посадочных места, в том числе более 20 рабочих мест для работы на компьютере со свободным доступом в интернет. В читальном зале работает беспроводная сеть WI-FI для выхода в интернет. Одним из развиваемых ресурсов является создание собственной электронной библиотеки «Труды преподавателей ШГПУ».
Все обучающиеся получают необходимую литературу на учебный год, им оказывается консультативная помощь в поиске информации, в работе с электронным каталогом, в сети интернет.
В библиотеке функционирует автоматизированная библиотечно-информационная система, создан электронный каталог. С 2007 г. существует web-сайт библиотеки. Все обучающиеся и преподаватели имеют бесплатный доступ к крупнейшим электронным библиотекам: Библиотеке диссертаций, Информационным Банкам Системы КонсультантПлюс, Научной электронной библиотеке eLIBRARY, электронной библиотечной системе «Университетская библиотека онлайн», электронной библиотечной системе «Юрайт», Электронному справочнику «Информио» и другим.
Библиотекой развиваются онлайновые услуги с использованием собственных фондов и интернет-ресурсов. На сайте библиотеки работает виртуальная справочная служба «Web-библиотекарь», функционирует система информирования о новых документах, работает служба индивидуального распространения информации. С 2009 г. библиотека издает газету «Библиотечная переменка», которая размещена на библиотечном сайте.
Библиотека, как информационная, культурная, просветительская организация, остается центром проведения встреч с авторами книг, ветеранами войны и труда, известными людьми Зауралья, профориентационных форумов, всероссийских чтений, выставок творческих работ студентов.

## История педагогического университета
Шадринский государственный педагогический университет — старейшее высшее учебное заведение Зауралья.
В 1939 году на базе Шадринского школьного педучилища был открыт двухлетний учительский институт. На факультеты исторический, физико-математический, русского языка и литературы было зачислено 116 человек. Три кафедры объединяли 15 преподавателей.
В 1941 году состоялся первый выпуск учителей 5-7 классов. Среди них было 14 учителей истории, 53 — русского языка и литературы, 26 — физики и математики.
В 1943 году открыт педагогический институт с сохранением учительского института. План приема увеличился до 240 человек. В это время в институте работал 31 преподаватель, в том числе один кандидат наук. К 1945 году среди преподавателей было уже 4 кандидата наук, выпуск составил 87 человек.
В 1949 году было 9 кафедр, обучалось более 500 студентов на очном и около 480 на заочном отделениях, работало 36 преподавателей, в том числе 6 кандидатов наук. За первые десять лет своего существования институт выпустил 736 человек с очного и 74 с заочного отделений.
В 1952 году на базе Шадринского пединститута был образован Курганский педагогический институт. Институт вновь стал учительским с двумя факультетами: русского языка и литературы и физико-математическим. Осталось работать только 19 преподавателей. В этот год на стационарном отделении ШГПИ обучалось 179 человек и на заочном отделении — 438.
В 1959 году образован педагогический факультет в составе двух отделений: дошкольной педагогики и начального образования.
В 1962 году прошел первый набор студентов на специальность «учитель иностранного языка» на английское и немецкое отделения, а в 1964 году был открыт факультет иностранных языков с общим набором 60 человек.
В 1978 году отделение дошкольной педагогики преобразовано в факультет педагогики дошкольного воспитания, а отделение начального образования, было преобразовано в факультет педагогики и методики начального образования.
В 1989 году прошел первый набор на специальность «учитель труда и общественных дисциплин» при физико-математическом факультете, а в 1991 году открылся индустриально-педагогический факультет. В этом же году открылось отделение физической культуры и спорта. В 1994 году отделение трансформировалось в факультет физической культуры и спорта, созданы кафедры физического воспитания и спортивных дисциплин.
В 1995 году открылась аспирантура по специальностям: «общая педагогика, теория и методика обучения информатике», «теория и методика дошкольного образования», «педагогическая психология».
В 1996 году от факультета дошкольной педагогики и психологии отделился факультет психологии, созданы кафедры общей психологии и возрастной, педагогической психологии.
В 1999 году от физико-математического факультета отделился факультет информатики.
16 марта 2016 года приказом Министерства образования и науки РФ Шадринский государственный педагогический институт переименован в Шадринский государственный педагогический университет (ШГПУ). 
За годы существования университета число выпускников, получивших диплом, составило почти 30 тысяч человек.
На 15 кафедрах университета работает 150 преподавателей, среди которых 10 докторов и профессоров, более ста кандидатов наук. В настоящее время в институте обучается более 4000 студентов, 3652 — на очном отделении и около 2125 студентов на заочном отделении, в аспирантуре института обучается очно 29 и 34 человека заочно, и 61 соискатель. Подготовка студентов производится практически по всем педагогическим специальностям, которые встречаются в школах и дошкольных учреждениях.
Университет занимает три учебных корпуса, в которых расположились учебные аудитории, специализированные кабинеты и лаборатории, 17 компьютерных классов, 4 спортивных зала, планетарий, обсерватория, учебные мастерские, лыжная база и многое другое.